# Ysleño
Ysleño (Island Chumash, Isleño), jedna od lokalnih skupina Chumasha Indijanaca, porodica Chumashan, nastanjeno na otocima Northern Channel Islands ili Santa Barbara otocima (San Miguel, Santa Rosa i Santa Cruz) pred kalifornijskom obalom. Sastojali su se od najmanje dvije skupine koje su govorile srodnim dijalektima, to su Cruzeño i Roseño. Ysleño je danas nestali jezik. Lovci i sakupljači.

## Jezik
Ysleno jezik pripadao je porodici chumashan, a govori ose na otocima San Miguel, Santa Rosa i Santa Cruz u kanalu Santa barbara, odakle su kasnije preseljeni na kopno, poglavito u San Buenaventura.

## Sela
Otoci su naseljeni oko 13,500 godina. Na otoku San Miguel imali su sela Nimollollo i Zaco; Roseño Indijanci na otoku Santa Rosa čiji se dijalekt donekle razlikovao od cruzeño čumaškog imali su sela: Kshiwukciwu, Lilibeque, Muoc, Ninumu, Níquesesquelua, Niquipos, Patiquilid, Patiquiu, Pilidquay, Pisqueno, Poele i Siliwihi; i na Santa Cruzu: Alali, Chalosas, Chosho, Coycoy, Estocoloco, Hahas, Hitschowon, Klakaamu, Lacayamu, Liyam, Macamo, Mashcal, Mishumac, Nanahuani, Niakla, Nichochi, Nilalhuyu, Nimatlala, Nimitapal, Nitel, Nomkolkol, Sasuagel, Xugua.